# Кастелина (Пистоја)
Кастелина (итал. Castellina) је насеље у Италији у округу Пистоја, региону Тоскана.
Према процени из 2011. у насељу је живело 51 становника. Насеље се налази на надморској висини од 364 м.